# 海德納布河
49°36′11″N 12°07′56″E / 49.60295°N 12.13232°E

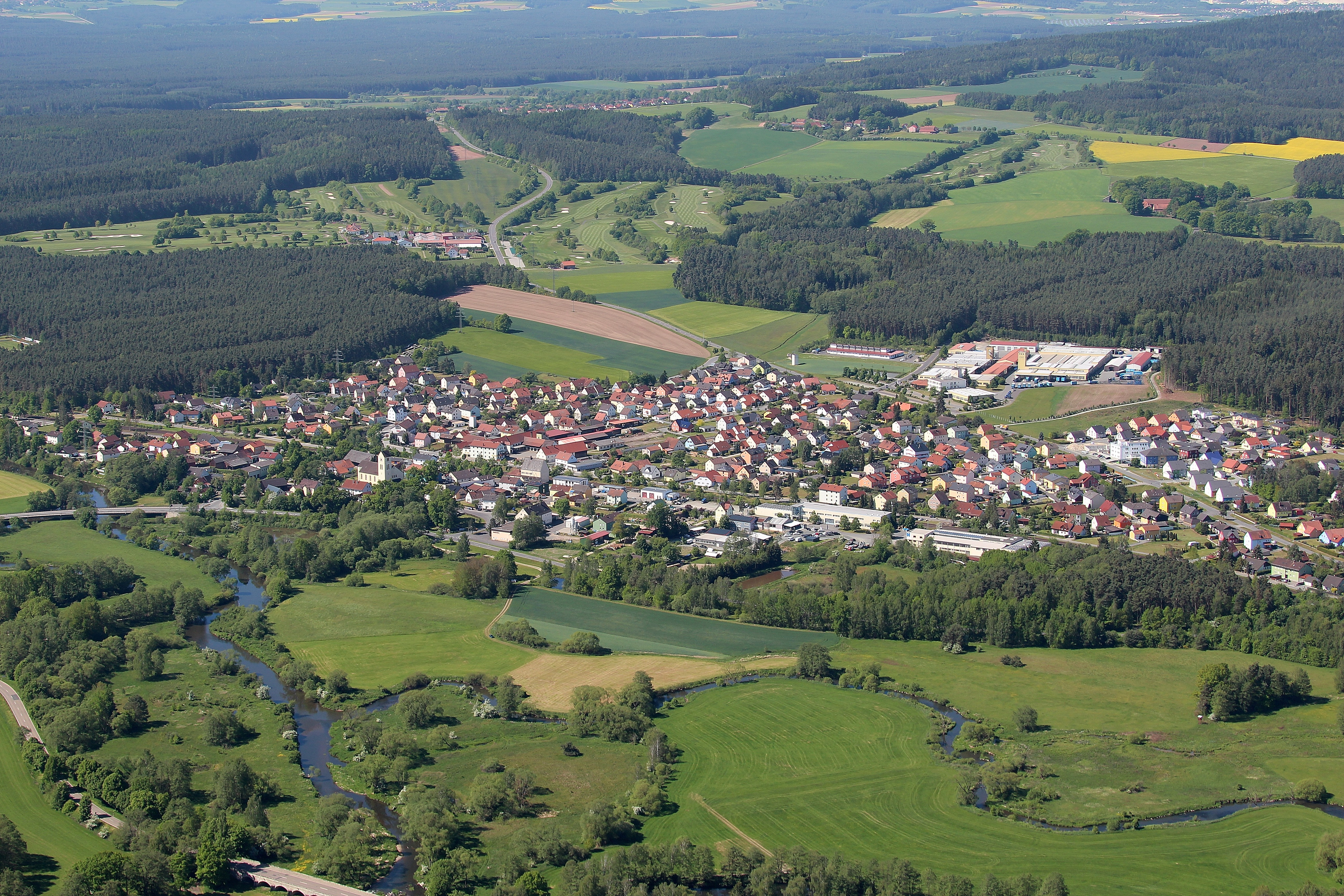

海德納布河（德語：Haidenaab），是德國的河流，位於該國東南部，由巴伐利亞負責管轄，屬於納布河的右支流，河道全長69.1公里，流域面積724.4平方公里。